# Верховний головнокомандувач Об'єднаних збройних сил НАТО в Європі
Верховний головнокомандувач Об'єднаних збройних сил НАТО в Європі (ВГК ОЗС НАТО в Європі) (англ. Supreme Allied Commander Europe) — один із двох командувачів стратегічних командувань НАТО, який очолює Оперативне командування НАТО. Він підпорядкований Військовому комітету НАТО.
Традиційно на посаду ВГК ОЗС НАТО в Європі обирається адмірал або генерал ЗС США, котрий окрім обов'язків у НАТО також обіймає посаду командувача Європейського командування ЗС США. ВГК ОЗС НАТО в Європі здійснює управління військами НАТО із штабу ОЗС НАТО в Європі, що дислокується в місті Касто поблизу міста Монс (Бельгія).
Кандидатура ВГК ОЗС НАТО в Європі призначається президентом США, затверджується Сенатом США та ухвалюється Північноатлантичною радою НАТО. З 4 липня 2025 року посаду обіймає Алексус Гринкевич.
ВГК ОЗС НАТО в Європі призначається на невизначений термін — від одного до восьми років.
Унаслідок загального процесу реформування 2002 року, на відміну від перетворення ВГК ОЗС НАТО на Атлантиці на ВГК ОЗС НАТО з питань трансформації, ВГК ОЗС НАТО в Європі не змінив свою назву, проте його обов'язки розширились та охопили всі операції НАТО незалежно від географічного місця їхнього проведення.

## Функції та обов'язки
ВГК ОЗС НАТО в Європі здійснює загальне командування всіма військовими операціями НАТО. Він здійснює військове планування операцій, включаючи визначення військ, необхідних для виконання поставлених завдань, а також робить запити щодо виділення військ від країн-членів НАТО згідно з рішеннями Північноатлантичної ради та вказівками Військового комітету НАТО. Аналізує оперативні потреби такого характеру спільно з ВГК ОЗС НАТО з питань трансформації.
ВГК ОЗС НАТО в Європі надає рекомендації політичному та військовому керівництву НАТО з будь-яких питань, що можуть вплинути на його здатність виконувати поставлені завдання. У поточній діяльності він підпорядковується Військовому комітету. Крім цього, він має можливість безпосередньо спілкуватись із начальниками штабів ЗС країн, а також, у випадку необхідності, — із національними органами керівництва з метою виконання поставлених йому завдань.
У випадку агресії проти країни-члена НАТО до кола обов'язків ВГК ОЗС НАТО в Європі входить виконання всіх військових заходів у рамках наданих йому можливостей і повноважень підтримувати або відновлювати безпеку на території країн Альянсу.
ВГК ОЗС НАТО в Європі виконує важливу функцію з точки зору роботи з громадськістю — він є старшим речником від імені Оперативного командування ОЗС НАТО. У рамках своєї діяльності та через штат співробітників зв'язків із громадськістю він підтримує постійні контакти із пресою та засобами масової інформації. Крім цього, він відвідує з офіційними візитами країни НАТО та країни, в яких НАТО проводить операції або розвиває діалог, співпрацю та партнерські відносини.
Серед інших завдань ВГК ОЗС НАТО в Європі є:
- Сприяння стабільності в євроатлантичному регіоні шляхом розвитку та участі в заходах військового співробітництва та іншій спільній діяльності, а також у військових навчаннях у рамках програми «Партнерство заради миру» та заходах зі зміцнення відносин із Росією, Україною та країнами Середземноморського діалогу;
- Здійснення аналізу на стратегічному рівні з метою виявлення недоліків у забезпеченні силами та засобами, а також для визначення пріоритетності їх усунення;
- Управління ресурсами, виділеними НАТО на проведення операцій та військових навчань;
- У співпраці з командуванням ОЗС НАТО з питань трансформації розробляти та втілювати програми підготовки та проводити військові навчання, направлені на відпрацювання взаємодії на багатонаціональному та міжвидовому рівні у військових штабах, підрозділах НАТО та країн-партнерів.

## Список Верховних Головнокомандувачів
| №  | Прізвище, Ім'я        | Вид ЗС                 | Зображення | Призначений на посаду | Знятий з посади   |
| -- | --------------------- | ---------------------- | ---------- | --------------------- | ----------------- |
| 1  | Дуайт Ейзенхауер      | Армія                  |            | 2 квітня 1951         | 30 травня 1952    |
| 2  | Метью Б. Ріджвей      | Армія                  |            | 30 травня 1952        | 11 липня 1953     |
| 3  | Алфред М. Груензер    | Армія                  |            | 11 липня 1953         | 20 листопада 1956 |
| 4  | Лоріс Норстад         | Повітряні сили         |            | 20 листопада 1956     | 1 січня 1963      |
| 5  | Ліман Л. Лемнітцер    | Армія                  |            | 1 січня 1963          | 1 липня 1969      |
| 6  | Ендрю Джей. Гудпастер | Армія                  |            | 1 липня 1969          | 15 грудня 1974    |
| 7  | Александр М. Гейґ     | Армія                  |            | 15 грудня 1974        | 1 липня 1979      |
| 8  | Бернард В. Роджерс    | Армія                  |            | 1 липня 1979          | 26 червня 1987    |
| 9  | Джон Гелвін           | Армія                  |            | 26 червня 1987        | 23 червня 1992    |
| 10 | Джон М. Шалікашвілі   | Армія                  |            | 23 червня 1992        | 22 жовтня 1993    |
| 11 | Джордж А. Жулван      | Армія                  |            | 22 жовтня 1993        | 11 липня 1997     |
| 12 | Веслі К. Кларк        | Армія                  |            | 11 липня 1997         | 3 травня 2000     |
| 13 | Йозеф В. Ралстон      | Повітряні сили         |            | 3 травня 2000         | 17 січня 2003     |
| 14 | Джеймс Л. Джонс       | Корпус морської піхоти |            | 17 січня 2003         | 7 грудня 2006     |
| 15 | Банц Джей Креддок     | Армія                  |            | 7 грудня 2006         | 2 липня 2009      |
| 16 | Джеймс Дж. Ставрідіс  | Військово-морські сили |            | 2 липня 2009          | 13 травня 2013    |
| 17 | Філіп М. Брідлав      | Повітряні сили         |            | 13 травня 2013        | 4 травня 2016     |
| 18 | Кертіс Скапаротті     | Армія                  |            | 4 травня 2016         | 15 березня 2019   |
| 19 | Тод Волтерс           | Повітряні сили         |            | 15 березня 2019       | 1 липня 2022      |
| 20 | Крістофер Каволі      | Армія                  |            | 4 липня 2022          | 4 липня 2025      |
| 21 | Алексус Гринкевич     | Повітряні сили         |            | 4 липня 2025          |                   |